# Something for the Pain
Singles de Bon Jovi
This Ain't a Love Song
(1995) Lie to Me
(1995)
Clip vidéo
[vidéo] « Something for the Pain », sur YouTube
Something for the Pain est une chanson du groupe de rock américain Bon Jovi extraite de leur sixième album studio, These Days, paru le 27 juin 1995.
Un single avec cette chanson sort également. C'est le deuxième single tiré de cet album.
Au Royaume-Uni, le single Something for the Pain a atteint la 6e place au classement national.
Aux États-Unis, la chanson est publiée en single double face A avec la chanson Lie to Me. Le single atteint la 76e place dans le Hot 100 du magazine américain Billboard.

## Classements hebdomadaires
| Classement (1995)                       | Meilleure position |
| --------------------------------------- | ------------------ |
| Allemagne (GfK Entertainment)           | 51                 |
| Australie (ARIA)                        | 14                 |
| Autriche (Ö3 Austria Top 40)            | 36                 |
| Belgique (Flandre Ultratop 50 Singles)  | 37                 |
| Belgique (Wallonie Ultratop 50 Singles) | 31                 |
| Canada (RPM Top Singles)                | 15                 |
| États-Unis (Billboard Hot 100)          | 76                 |
| Finlande (Suomen virallinen lista)      | 4                  |
| Irlande (IRMA)                          | 8                  |
| Nouvelle-Zélande (RMNZ)                 | 16                 |
| Pays-Bas (Single Top 100)               | 14                 |
| Royaume-Uni (UK Singles Chart)          | 8                  |
| Royaume-Uni (UK Rock Chart)             | 1                  |
| Suède (Sverigetopplistan)               | 33                 |
| Suisse (Schweizer Hitparade)            | 10                 |